# La Plus Belle Victoire
Pour plus de détails, voir Fiche technique et Distribution.
La Plus Belle Victoire (Wimbledon) est un film américain réalisé par Richard Loncraine, sorti le 20 octobre 2004, qui raconte l'histoire de deux joueurs de tennis.

## Synopsis
Peter (Paul Bettany) est un homme malchanceux, aussi bien du côté professionnel que personnel. Habitué au fin fond du classement mondial de tennis, il parvient à se rendre, contre toute attente, au prestigieux tournoi de Wimbledon. C'est là qu'il rencontre et tombe amoureux de la star américaine de tennis Lizzie (Kirsten Dunst).
Attisé par sa soudaine chance, son nouvel amour et ses prouesses sur le terrain, Peter grimpe les rangs parmi les joueurs du tournoi et entrevoit même la possibilité de réaliser le rêve de sa vie; gagner le titre de champion… Si sa chance ne lui fait pas défaut.

## Fiche technique
- Titre : La Plus Belle Victoire
- Titre original : Wimbledon
- Réalisation : Richard Loncraine
- Scénario : Adam Brooks, Jennifer Flackett et Mark Levin
- Musique : John Colby et Edward Shearmur
- Photographie : Darius Khondji
- Montage : Humphrey Dixon
- Production : Tim Bevan, Liza Chasin (en), Eric Fellner et Mary Richards
- Société de production : Universal Pictures, Studiocanal, Working Title Films, Inside Track Films et Firstep Productions
- Société de distribution : Mars Distribution (France) et Universal Pictures (États-Unis)
- Pays :  Royaume-Uni,  France et  États-Unis
- Genre : comédie romantique
- Durée : 98 minutes
- Sortie USA : 17 septembre 2004
- Sortie France : 20 octobre 2004

## Distribution
Légende : Version Française = VF et Version Québécoise = VQ
- Kirsten Dunst (VF : Marie-Eugénie Maréchal ; VQ : Aline Pinsonneault) : Lizzie Bradbury
- Paul Bettany (VF : Tanguy Goasdoué ; VQ : Philippe Martin) : Peter Colt
- James McAvoy (VF : Alexis Tomassian ; VQ : Louis-Philippe Dandenault) : Carl Colt
- Sam Neill (VF : Jean-Yves Chatelais ; VQ : Mario Desmarais) : Dennis Bradbury
- Austin Nichols (VF : Axel Kiener) : Jake Hammond
- Alun Jones : Tom Cavendish
- Bernard Hill (VF : Georges Claisse ; VQ : Yves Massicotte) : Edward Colt
- Eleanor Bron (VF : Frédérique Cantrel) : Augusta Colt
- Barry Jackson (en) (VF : Jean-Claude Sachot ; VQ : Hubert Fielden) : Danny Oldham
- Nikolaj Coster-Waldau (VF : Guillaume Lebon ; VQ : Claude Gagnon) : Dieter Prohl
- Jon Favreau (VF : David Krüger ; VQ : Éric Gaudry) : Ron Roth
- Alan David (VF : Robert Party) : Docteur Taylor
- Celia Imrie (VQ : Élizabeth Lesieur) : Mme Kenwood
- Robert Lindsay (VQ : Hubert Gagnon) : Ian Frazier
- Chris Moyles (VF : Emmanuel Curtil) : voix DJ Radio 1, lui-même
- Barry Lee-Thomas (VF : Vincent Grass) : Arbitre de la finale
- John McEnroe (VF : Dominique Collignon-Maurin) : lui-même
- Chris Evert (VF : Martine Irzenski) : elle-même